# فرنسيس جورج كامينغ
فرنسيس جورج كامينغ (بالإنجليزية: Francis George Cumming)‏ هو عامل اجتماعي نيوزيلندي، ولد في 18 نوفمبر 1861، وتوفي في 18 أكتوبر 1941.